# Apteronomus
Apteronomus is een geslacht van rechtvleugeligen uit de familie Gryllacrididae. De wetenschappelijke naam van dit geslacht is voor het eerst geldig gepubliceerd in 1892 door Tepper.

## Soorten
Het geslacht Apteronomus omvat de volgende soorten:
- Apteronomus bordaensis Tepper, 1892
- Apteronomus tepperi Karny, 1937